# Joachim Weber (Politiker, 1966)

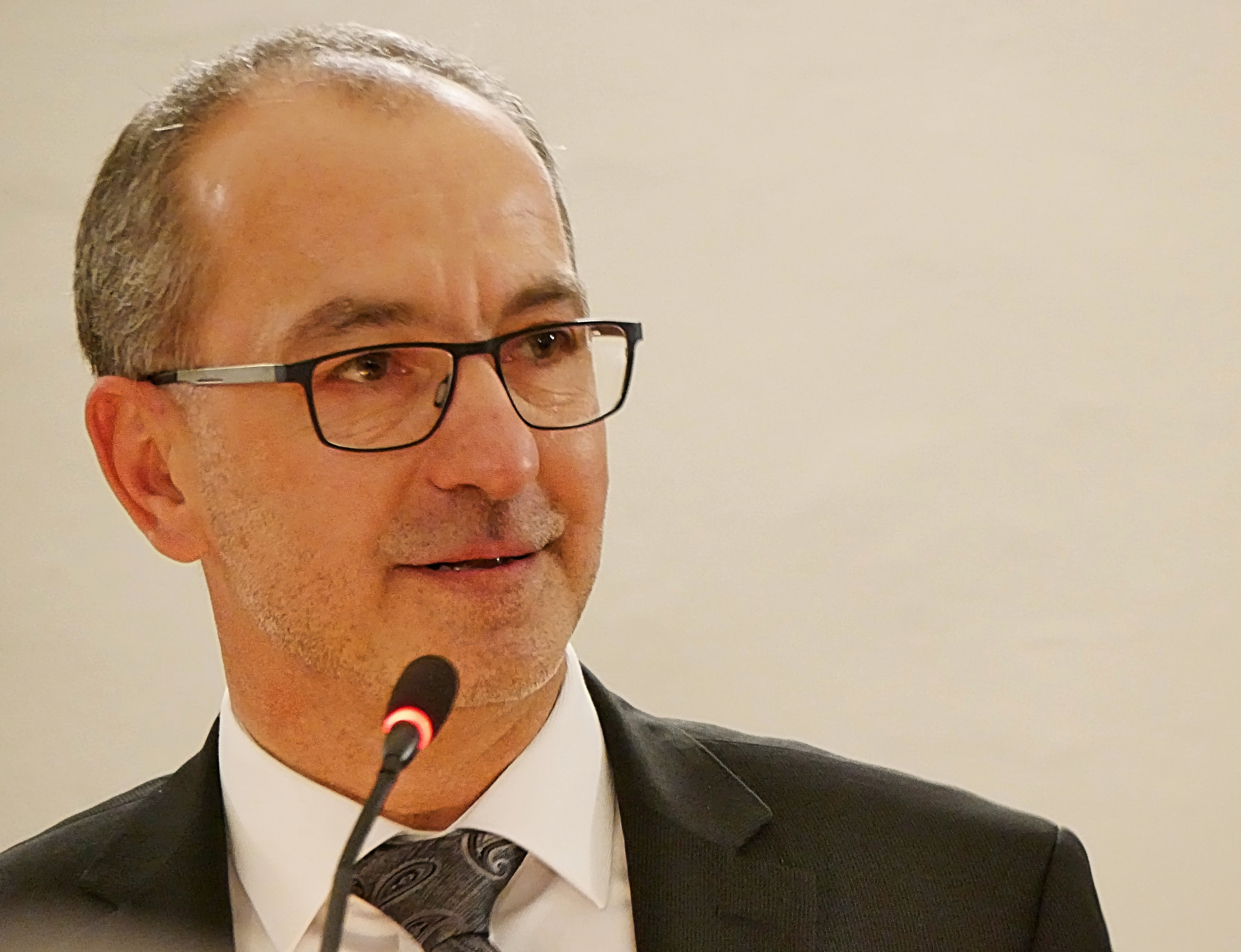
Joachim Weber (2017)

Joachim Hermann Weber (* 1966) ist ein deutscher Politiker (CDU) und Finanzbeamter. Er ist seit dem 1. Januar 2018 Bürgermeister der Stadt und Verbandsgemeinde Konz.
Nach der Grundschule besuchte Weber das Gymnasium Konz und legte dort 1985 sein Abitur ab. Von Juli 1986 bis Juni 1989 besuchte er die Fachhochschule für Finanzen in Edenkoben und schloss diese als Diplom-Finanzwirt (FH) ab. Seit seiner Ausbildung war Joachim Weber bis 2008 beim Finanzamt Trier als Finanzbeamter unter anderem in der Steuerprüfung, als Betriebsprüfer und als Vorsitzender des Personalrats beschäftigt.
2008 wurde Joachim Weber zum hauptamtlichen Beigeordneten der Verbandsgemeinde Konz gewählt. Dieses Amt übte er bis Ende 2017 aus. Als der bisherige Amtsinhaber Karl-Heinz Frieden als Geschäftsführer zum Gemeinde- und Städtebund Rheinland-Pfalz wechselte, wurde Weber am 24. September 2017 zum ehrenamtlichen Bürgermeister der Stadt Konz und zum hauptamtlichen Bürgermeister der Verbandsgemeinde Konz gewählt. Er übernahm beide Ämter zum 1. Januar 2018.
Neben seinem Hauptberuf war Joachim Weber von 2003 bis 2008 Dozent an der Bundesfinanzakademie in Brühl und von 1999 bis 2004 Ortsvorsteher in Konz-Oberemmel. Er gehört dem Kreistag des Landkreises Trier-Saarburg und mehreren von dessen Ausschüssen an. Er ist Mitglied des Stiftungsrates der Stiftung Kriminalprävention Rheinland-Pfalz, Vorstandsmitglied des Fördervereins Krankenhaus Saarburg e.V., des Jugendnetzwerks Konz e.V., des Volkskunde- und Freilichtmuseums Roscheider Hof und des Kreismusikverbands Trier-Saarburg e.V.